# Hydriomena crokeri
Hydriomena crokeri là một loài bướm đêm trong họ Geometridae.